# Europäischer Freiwilligenkorps für humanitäre Hilfe
Der Europäische Freiwilligenkorps für humanitäre Hilfe (EVHAC) ist ein Freiwilligendienst für junge Entwicklungshelfer, den die EU-Kommission ins Leben gerufen hat. Grundlage waren die Neuerungen in Art. 214 des Vertrages über die Arbeitsweise der Europäischen Union.
In öffentlichen Konsultationen hatte die EU-Kommission Beiträge von über hundert Akteuren und im Bereich der humanitären Hilfe tätigen Gruppen erhalten. Die Pilotphase zum Freiwilligenkorps hat im Juni 2011 in Budapest begonnen. 100 Interessenten durchlaufen eine Trainingsphase, die sie auf den Einsatz in Krisenregionen und die Zusammenarbeit mit Hilfsorganisationen vor Ort vorbereitet. Zu den Organisationen, die sich an dem Projekt beteiligen, gehören die Internationale Rotkreuz- und Rothalbmond-Bewegung, der Johanniterorden und Caritas International.